# Copa América de Basquetebol Masculino
A FIBA Américas Masculino é o torneio realizado pela FIBA Américas reunindo as seleções americanas nacionais de basquetebol, sendo realizado a cada dois anos,  servindo como torneio classificatório para o Campeonato Mundial a competição com o nome de Copa América realizada esta de quatro em quatro anos,  e servindo como torneio classificatório para os Jogos Olímpicos a competição com o nome de Pré-Olímpico das Américas realizada esta de quatro em quatro anos.

## Finais
| 1980 Detalhes | Porto Rico (San Juan)                                                           | Porto Rico     | Ganhou a Fase Final de Grupos | Canadá         | Argentina            | Terminou em 3º na Fase Final de Grupos | Brasil                   |
| 1984 Detalhes | Brasil (São Paulo)                                                              | Brasil         | Ganhou a Fase Final de Grupos | Uruguai        | Canadá               | Terminou em 3º na Fase Final de Grupos | Panamá                   |
| 1988 Detalhes | Uruguai (Montevidéu)                                                            | Brasil         | 101 – 92                      | Porto Rico     | Canadá               | 87 – 70                                | Uruguai                  |
| 1989 Detalhes | México (Cidade do México)                                                       | Porto Rico     | 89 – 80                       | Estados Unidos | Brasil               | 158 – 124                              | Venezuela                |
| 1992 Detalhes | Estados Unidos (Portland)                                                       | Estados Unidos | 127 – 80                      | Venezuela      | Brasil               | 93 – 91                                | Porto Rico               |
| 1993 Detalhes | Porto Rico (San Juan)                                                           | Estados Unidos | 109 – 95                      | Porto Rico     | Argentina            | 98 – 91                                | Brasil                   |
| 1995 Detalhes | Argentina (Neuquén)                                                             | Porto Rico     | 87 – 86                       | Argentina      | Brasil               | 97 – 77                                | Canadá                   |
| 1997 Detalhes | Uruguai (Montevidéu)                                                            | Estados Unidos | 95 – 86                       | Porto Rico     | Brasil               | 76 – 75                                | Argentina                |
| 1999 Detalhes | Porto Rico (San Juan)                                                           | Estados Unidos | 92 – 66                       | Canadá         | Argentina            | 103 – 101                              | Porto Rico               |
| 2001 Detalhes | Argentina (Neuquén)                                                             | Argentina      | 78 – 59                       | Brasil         | Canadá               | 102 – 95                               | Porto Rico               |
| 2003 Detalhes | Porto Rico (San Juan)                                                           | Estados Unidos | 106 – 73                      | Argentina      | Porto Rico           | 79 – 66                                | Canadá                   |
| 2005 Detalhes | República Dominicana (Santo Domingo)                                            | Brasil         | 100 – 88                      | Argentina      | Venezuela            | 93 – 83                                | Estados Unidos           |
| 2007 Detalhes | Estados Unidos (Las Vegas)                                                      | Estados Unidos | 118 – 81                      | Argentina      | Porto Rico           | 111 – 107                              | Brasil                   |
| 2009 Detalhes | Porto Rico (San Juan)                                                           | Brasil         | 61 – 60                       | Porto Rico     | Argentina            | 88 – 73                                | Canadá                   |
| 2011 Detalhes | Argentina (Mar del Plata)                                                       | Argentina      | 80 – 75                       | Brasil         | República Dominicana | 103 – 89                               | Porto Rico               |
| 2013 Detalhes | Venezuela (Caracas)                                                             | Mexico         | 91 – 89                       | Porto Rico     | Argentina            | 103 – 93                               | República Dominicana     |
| 2015 Detalhes | México (Cidade do México)                                                       | Venezuela      | 76 – 71                       | Argentina      | Canadá               | 87 – 86                                | Mexico                   |
| 2017 Detalhes | Argentina (Córdoba & Bahía Blanca) · Colombia (Medellín) · Uruguay (Montevidéu) | Estados Unidos | 81 – 76                       | Argentina      | Mexico               | 79 – 65                                | Ilhas Virgens Americanas |
| 2022 Detalhes | Brasil (Recife)                                                                 | Argentina      | 75 – 73                       | Brasil         | Estados Unidos       | 84 – 80                                | Canadá                   |
| 2025 Detalhes | Nicarágua (Manágua)                                                             |                |                               |                |                      |                                        |                          |

A competição Copa América que serve como qualificatória para o Campeonato Mundial de Basquetebol está em azul mais escuro e o Torneio Pré-Olimpico das Américas que serve como classificatório para o Basquetebol nas Olimpíadas está em azul mais claro

## Conquistas por país
| Time                     | Ouro                                          | Prata                                   | Bronze                           | Quarto lugar               |
| Estados Unidos           | 7 (1992, 1993, 1997, 1999, 2003, 2007 e 2017) | 1 (1989)                                | 1 (2022)                         | 1 (2005)                   |
| Brasil                   | 4 (1984, 1988, 2005, 2009)                    | 3 (2001, 2011, 2022)                    | 4 (1989, 1992, 1995, 1997)       | 3 (1980, 1993, 2007)       |
| Argentina                | 3 (2001, 2011, 2022)                          | 6 (1995, 2003, 2005, 2007, 2015 e 2017) | 5 (1980, 1993, 1999, 2009, 2013) | 1 (1997)                   |
| Porto Rico               | 3 (1980, 1989, 1995)                          | 5 (1988, 1993, 1997, 2009, 2013)        | 2 (2003, 2007)                   | 4 (1992, 1999, 2001, 2011) |
| Venezuela                | 1 (2015)                                      | 1 (1992)                                | 1 (2005)                         | 1 (1989)                   |
| Mexico                   | 1 (2013)                                      |                                         | 1 (2017)                         | 1 (2015)                   |
| Canadá                   |                                               | 2 (1980, 1999)                          | 4 (1984, 1988, 2001, 2015)       | 4 (1995, 2003, 2009, 2022) |
| Uruguai                  |                                               | 1 (1984)                                |                                  | 1 (1988)                   |
| República Dominicana     |                                               |                                         | 1 (2011)                         | 1 (2013)                   |
| Panamá                   |                                               |                                         |                                  | 1 (1984)                   |
| Ilhas Virgens Americanas |                                               |                                         |                                  | 1 (2017)                   |

## Campanha de todos os participantes
| Equipe                   | 1980 | 1984 | 1988 | 1989 | 1992 | 1993 | 1995 | 1997 | 1999 | 2001 | 2003 | 2005 | 2007 | 2009 | 2011 | 2013 | 2015 | 2017 | Total |
| Argentina                | 3º   | 7º   | 5º   | 8º   | 5º   | 3º   | 2º   | 4º   | 3º   | 1º   | 2º   | 2º   | 2º   | 3º   | 1º   | 3º   | 2º   |      | 17    |
| Bahamas                  | -    | -    | -    | -    | -    | -    | 8º   | -    | -    | -    | -    | -    | -    | -    | -    | -    | -    | -    | 1     |
| Barbados                 | -    | -    | -    | -    | -    | -    | 10º  | -    | -    | -    | -    | -    | -    | -    | -    | -    | -    | -    | 1     |
| Brasil                   | 4º   | 1º   | 1º   | 3º   | 3º   | 4º   | 3º   | 3º   | 6º   | 2º   | 7º   | 1º   | 4º   | 1º   | 2º   | 9º   | 9º   |      | 17    |
| Canadá                   | 2º   | 3º   | 3º   | 5º   | 6º   | 7º   | 4º   | 5º   | 2º   | 3º   | 4º   | 10º  | 5º   | 4º   | 6º   | 6º   | 3º   |      | 17    |
| Cuba                     | 6º   | 8º   | -    | 7º   | 8º   | 5º   | 5º   | 6º   | 10º  | -    | -    | -    | -    | -    | 10º  | -    | 10º  | -    | 10    |
| Equador                  | -    | -    | -    | 12º  | -    | -    | -    | -    | -    | -    | -    | -    | -    | -    | -    | -    | -    | -    | 1     |
| Estados Unidos           | -    | -    | -    | 2º   | 1º   | 1º   | -    | 1º   | 1º   | 10º  | 1º   | 4º   | 1º   | -    | -    | -    | -    |      | 9     |
| Ilhas Virgens Americanas | -    | -    | -    | -    | -    | -    | -    | -    | -    | 7º   | 10º  | -    | 10º  | 10º  | -    | -    | -    |      | 4     |
| Jamaica                  | -    | -    | -    | -    | -    | -    | -    | -    | -    | -    | -    | -    | -    | -    | -    | 8º   | -    | -    | 1     |
| México                   | 5º   | 5º   | 6º   | 9º   | 9º   | -    | -    | 10º  | -    | 9º   | 6º   | 9º   | 7º   | 7º   | -    | 1º   | 4º   |      | 13    |
| Panamá                   | -    | 4º   | -    | 11º  | 7º   | 8º   | -    | -    | 9º   | 6º   | -    | 5º   | 9º   | 8º   | 8º   | -    | 7º   |      | 12    |
| Paraguai                 | -    | -    | -    | 10º  | -    | -    | -    | -    | -    | -    | -    | -    | -    | -    | 9º   | 10º  | -    | -    | 3     |
| Porto Rico               | 1º   | 6º   | 2º   | 1º   | 4º   | 2º   | 1º   | 2º   | 4º   | 4º   | 3º   | 7º   | 3º   | 2º   | 4º   | 2º   | 5º   |      | 17    |
| República Dominicana     | -    | 9º   | -    | 6º   | -    | 9º   | 7º   | 9º   | 7º   | -    | 8º   | 6º   | -    | 5º   | 3º   | 4º   | 6º   |      | 11    |
| Uruguai                  | 7º   | 2º   | 4º   | -    | 10º  | 10º  | 6º   | 8º   | 8º   | 8º   | 9º   | 8º   | 6º   | 6º   | 7º   | 7º   | 8º   |      | 16    |
| Venezuela                | -    | -    | 7º   | 4º   | 2º   | 6º   | 9º   | 7º   | 5º   | 5º   | 5º   | 3º   | 8º   | 9º   | 5º   | 5º   | 1º   |      | 15    |